# Беручашвили, Николай Леванович
Николай Леванович Беручашвили или Нико Беручашвили (груз. ნიკოლოზ ბერუჩაშვილი; 21 августа 1947, Тбилиси — 23 марта 2006, там же) — грузинский физико-географ и ландшафтовед, профессор Тбилисского государственного университета.

## Биография
Нико Беручашвили родился 21 августа 1947 г. в г. Тбилиси. В 1965—1970 гг. обучался на факультете географии-геологии Тбилисского государственного университета. Во время учёбы проводил исследования на Марткопском физико-географическом стационере, где участвовал в программе круглогодичных ежесуточных наблюдений за функционированием и динамикой природно-территориальных комплексов. По результатам исследований на стационаре Н. Беручашвили подготовил дипломную работу «Некоторые вопросы структуры и функционирования природных комплексов на примере ландшафтов хребта Ялно».
В 1971 г. защитил кандидатскую диссертацию «Некоторые вопросы структуры и функционирования природных комплексов на примере ландшафтов хребта Ялно» на географическом факультете в Московского государственного университета. В 1974 г. был приглашен директором института географии АН СССР И. П. Герасимовым принять участие во франко-советском полевом симпозиуме «Альпы-Кавказ» и посетил французские Альпы, где познакомился и затем плодотворно сотрудничал с французскими аспирантами Пьером Торезом и Жаном Радвани.
В 1981 г. Н. Беручашвили защитил в МГУ диссертацию доктора географических наук по теме «Пространственно-временной анализ и синтез природно-территориальных комплексов: на примере Кавказа».
Одним из результатов исследований Н. Беручашвили вместе с большим коллективом грузинских географов стало создание ландшафтной карты Кавказа в масштабе 1 : 1 000 000, изданной в Тбилиси в 1979 г.
В 1970—1982 гг. Нико Беручашвили работал в Тбилисском государственном университете на кафедре физической географии. С 1982 по 2006 гг. — начальник отдела картография Тбилисского государственного университета.
В 1996—2006 гг. — президент грузинского географического общества. С 2004 по 2006 гг. — вице-президент Международного географического союза. Вместе с французским географом Жаном Радвани разрабатывал «Кавказский геополитический атлас».